# Mikkel Rosenberg
Mikkel Rosenberg (født 2. januar 1971) er en dansk skuespiller.
Rosenberg er uddannet fra Statens Teaterskole i 1999. 

## Filmografi
- Den attende (1996)
- Ambulancen (2005)
- Unge Andersen (2005)

### Tv-serier
- TAXA (1997-1999)
- Hotellet (2001-2002)
- Nikolaj og Julie (2002-2003)
- Forsvar (2004)
- Tomgang (2015)